# 江沙提克鳥屬
江沙提克鳥是一種已絕種的火烈鸟目鸟类，在始新世時期生活於今天的美國和德國。